# Tilia americana

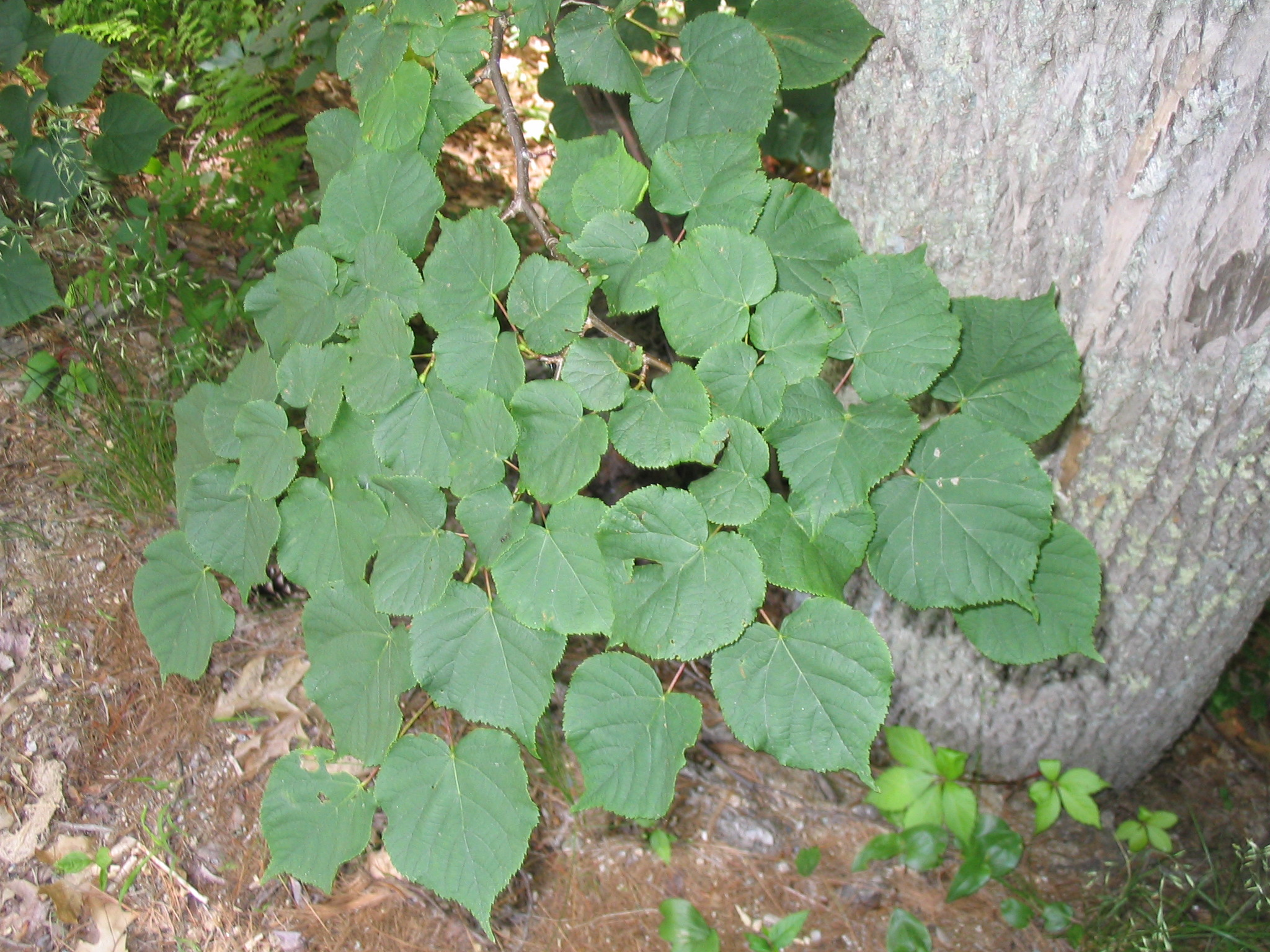
Tilia americana.

El tilo americano (Tilia americana) es una especie arbórea de pequeño tamaño, perteneciente a la familia de las malváceas, género Tilia.

## Distribución y hábitat
Es originaria del este de Norteamérica, desde el sureste de Manitoba hacia el este hasta Nuevo Brunswick, al suroeste hasta el noreste de Texas y hacia el sureste hasta Carolina del Sur, y por el oeste a lo largo del río Niobrara hasta el condado de Cherry, Nebraska. El brote de vástagos de los tocones es prolífica, a menudo dando por resultado grupos de varios árboles.

## Características

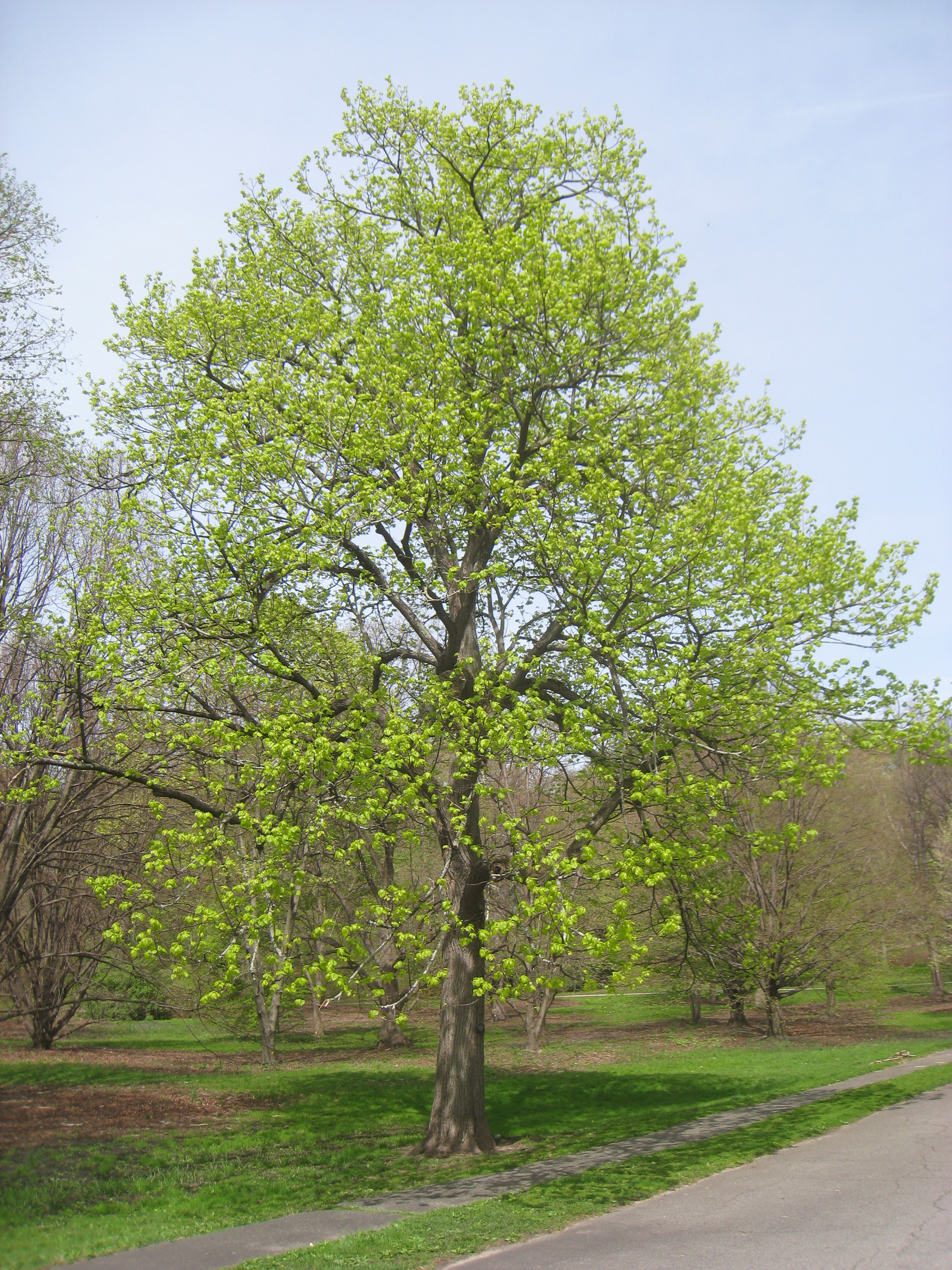
Ejemplar de tilo americano en el Arboreto Arnold, Boston, Massachusetts.

Las hojas son grandes, de 10-15 cm, acorazonadas, con los lados desiguales en la base y con ápice puntiagudo. Los bordes son aserrados y festoneados. El haz es verde oscuro y el envés más claro y con pelillos blancos en el arranque de los nervios.
Las flores aparecen en la axila de las hojas sostenidas por una especie de hoja larga y angosta (bráctea), de la que sale un rabillo en el que aparecen 3-5 flores.
Maduración de junio a julio (hemisferio norte). Da un fruto seco, redondo, indehiscente, de globoso a piriforme. La nuez está cubierta por vellosidades de color gris-marrón. La bráctea es persistente y alcanza unos 10 cm cuando ya está madura. Madura de septiembre a octubre (en el hemisferio norte).
De ramas en flor de color cerveza, rojo o verde. El brote terminal es falso. Los brotes son comestibles y muy mucilaginosos.
Corteza: Gris o marrón, surcada de hendiduras verticales menudas y alargadas. La corteza aparece muy fibrosa. Los vástagos jóvenes son lisos y el color varía  de gris a verde.

## Taxonomía
Tilia americana fue descrita por Carlos Linneo y publicado en Species Plantarum 1: 514. 1753. La especie tipo es:  Tilia europaea L
Etimología
Tilia: nombre genérico que deriva de las palabras griegas: ptilon (= ala), por la característica de las brácteas que facilita la propagación de la fruta por el viento.
americana: epíteto geográfico que alude a su localización en América.
Variedades aceptadas
- Tilia americana f. fastigiata (Slavin) Rehder
- Tilia americana var. heterophylla (Vent.) Loudon
- Tilia americana var. mexicana (Schltdl.) Hardin
- Tilia americana f. praecox (A. Braun) V. Engl.
- Tilia americana var. vestita (A. Braun) V. Engl.

Sinonimia
- Tilia americana var. americana[4]